# Galepsus transvaalensis
Galepsus transvaalensis är en bönsyrseart som beskrevs av Max Beier 1954. Galepsus transvaalensis ingår i släktet Galepsus och familjen Tarachodidae. Inga underarter finns listade i Catalogue of Life.